# Comuna Rozsohivske, Narodîci
Rozsohivske (în ucraineană Розсохівська сільська рада) este o comună în raionul Narodîci, regiunea Jîtomîr, Ucraina, formată din satele Batkivșciîna, Hannivka, Huta-Ksaverivska, Juravlînka, Kalînivka, Liubarka, Loznîțea, Rozsohivske (reședința) și Rudnea-Kameanka.

## Demografie
Componența lingvistică a comunei Rozsohivske
     Ucraineană (99,6%)
     Alte limbi (0,4%)
Conform recensământului din 2001, majoritatea populației comunei Rozsohivske era vorbitoare de ucraineană (99,6%), existând în minoritate și vorbitori de alte limbi.